# The Garden Towers
The Garden Towers est un ensemble de gratte-ciel construit à Tokyo en 1997 dans l'arrondissement de Kōtō. 
L'ensemble est composé de deux tours jumelles abritant chacune 470 logements.
Elles sont hautes de 134 mètres et comportent 39 étages pour une surface de plancher de 76 316 m² ;
Les deux tours s'appellent ;
- Sunrise Tower
- Sunset Tower

L'architecte est la société Taisei Corporation